# JK经济
JK经济（日语：JKビジネス），在日本指有偿提供与女高中生（ Joshi Kōsei，简称JK）近距离接触服务的商业模式。

## 发展
2006年左右起，日本东京都秋叶原出现与女仆咖啡厅不同（或从其演化而来）的新经营模式“JK按摩”（JKリフレ），其中店员穿着女高中生制服，提供称为“区域反射疗法”的简单按摩服务，这类店铺随后扩展到东京都新宿、池袋、涩谷和大阪府的日本桥等地。“JK按摩”的主要卖点是按摩时的近距离接触感，除按摩外，还提供在单独房间内进行2人悄悄话、膝枕、掏耳、在旁边陪睡觉等服务。
由于“JK按摩”不属于风俗店或饮食店，经营这类店铺无需特别许可或报批。尽管日本规定按摩店师傅需要获得按摩massage指压师的国家资格认证，但区域反射疗法类服务是否属于真正的按摩行为是灰色地带，因此这些店员并未经过相关认证。不属于风俗店的“JK按摩”即使雇用未满18岁的少女也不会违反《风俗营业法》，因此店员中除高中毕业后来进行cosplay的女性外，包括18岁以下在内，真正的女高中生也有不少，部分店铺亦将此作为卖点之一宣传。
日本《劳动基准法》规定，禁止让未满18岁的劳动者“深夜劳动”“时间外劳动”和“休日劳动”。只要不要求18岁以下店员进行这些劳动，店方雇用就没有问题。
光顾“JK按摩”的男性通过要求少女进一步提供近距离接触的服务，容易与女性店员发生性行为；比起其他的打工兼职，店里进行的服务不难，报酬又高，来当店员的少女也不少，“JK按摩”日渐成为变相的风俗店。如上文所述，这些店铺并不违反《风俗营业法》，未满18岁的少女相当于在钻法律空子的风俗店中工作，给雏妓和跟踪狂犯罪以温床，引发社会关注。还有店铺因规定有劳动定额，店员只好到路上强行拉客，导致社会问题的出现。
在警方查处一些“JK按摩”店铺之后（见下文），又出现了名为“JK摄影会”（JK撮影会）的新模式，顾客可要求女高中生穿上制服或泳衣，并与之进行2人合影。和“JK按摩”一样，由于不受《风俗营业法》的约束，这项服务也有18岁以下少女从事。由于摄影场所多装饰成教室或是女高中生的私人房间，根据男性顾客的指示，女高中生可能做出让人观看裙下内裤的姿势，或是身穿泳装、摆出性暗示类姿势，这类服务被视为儿童色情等犯罪行为的温床。
日本警察对此没有完全坐视不管，他们查处了部分“JK按摩”“JK摄影会”和“JK见学店”，有的涉嫌对未满18岁员工作出违反《劳动基准法》对待行为（危险有害业务），有的涉嫌违反《儿童福祉法》（有害支配行为），有的涉嫌违反《兒童買春、兒童色情關係行為等處罰及兒童保護等相關法律》（儿童色情制造），还有的涉嫌违反《兴行场法》（无许可营业）。
然而，这之后又诞生了采用名为“JK散步”（JKお散歩）这一新经营模式的店铺，不同于在单独房间进行的“JK按摩”“JK摄影会”，该服务宣传的是与女高中生一起散步（事实上的店外约会），顾客可与其2人单独前往卡拉OK包厢和漫画咖啡店等地。JK在散步途中会和客人聊天，这有时又称为“占卜”（占い）。和“JK按摩”“JK摄影会”一样，由于不受《风俗营业法》 的约束，这项服务也有18岁以下少女从事，被视为嫖宿少女等犯罪行为的温床，在路上强行拉客亦成为问题之一。
2013年4月后，日本警方将从事“JK按摩”“JK摄影会”“JK散步”等“JK经济”行业的17岁以下女性设为辅导对象，并在2014年12月至2022年3月之间扩大范围，将18岁的女高中生也包括在内。像上面那样，“JK经济”店铺会通过改变具体的经营形态保持营业，为减少警察查处的风险，还有经营者选择放弃实体店铺，通过“无店铺”方式在互联网上揽客，“JK经济”和警察的猫鼠游戏至今仍在继续。
2014年，美国国务院公布了一份报告，在这份《年度人口贩运报告》中，日本的“JK散步”被看成是性目的人口贩卖（援助交际）的实例之一。美国国务院指出日本政府“没有完全遵守消除人口贩运的最低标准” ，“继续助长日本儿童的性交易”。
活动人士仁藤夢乃强烈批评政府在此问题上的不作为，她在东京建立了一个慈善机构帮助这些女孩。文化人类学家认为日本有一种耻感文化，阻碍离家出走的青少年与家庭重新团聚，使得他们更容易被招进未成年性行业。
2015年3月，爱知县通过《青少年保护育成条例》修正案，规定JK经济属于“有害役务营业”，禁止未满18岁人士接客，政府部分会上门调查进行有害役务营业的店铺，若发现违规会下达营业停止命令，违反停业命令者处1年以下监禁或50万日元以下罚金。这些内容包含在《JK经济包括的规制条例》（JKビジネス包括的規制条例）中，条例于7月生效。
2017年3月，东京都制定名为《特定异性接客营业等规制相关条例》（特定異性接客営業等の規制に関する条例）的新条例，规定JK经济属于“特定异性接客营业”，禁止未满18岁人士接客，政府部分会对店铺进行上门调查，若发现违规会下达营业停止命令，违反停业命令者处1年以下监禁或50万日元以下罚金。

## 脚注